# Richard Allen Morris
Richard Allen Morris (* 1933 in Long Beach, Kalifornien) ist ein US-amerikanischer Maler. Er lebt zurzeit in San Diego, Kalifornien.

## Werk
Richard Allen Morris hat über fast vier Jahrzehnte abseits des Kunstbetriebs ein eigenständiges malerisches Œuvre erarbeitet, das die verschiedenen Strömungen der letzten Jahrzehnte in Gemälden und Malobjekten reflektiert; in den letzten Jahren wird seine Kunst verstärkt wahrgenommen und gesammelt. Die frühe Malerei des Autodidakten entstand im Kontext des  Abstrakten Expressionismus, später nahm er Impulse aus der spezifisch kalifornischen Pop-Art, etwa von Ed Ruscha, auf. Seine zum Teil ironisch aufgeladenen Gemälde bewegen sich zwischen Abstraktion und Gegenständlichkeit, in über Jahre erprobten Motivgruppen – Heads, Jaws, Ray Guns – führt er die Malerei mit Farbreliefs und Materialbildern bis an die Grenze der Objektkunst. Morris hat jüngere prominentere Maler wie David Reed intensiv beeinflusst, wird von Kollegen wie John Baldessari geschätzt. 2004 richteten ihm das Museum Haus Lange, Krefeld und das Museum of Contemporary Art, San Diego, eine Retrospektive aus.

## Ausstellungen (Auswahl)
- 1959: Dada comes to San Diego beginning at $ 1,98, Vroman’s, San Diego, CA
- 1960: Richard Allen Morris, Art Center in La Jolla, La Jolla, CA
- 1965: Gun Room 56 Works, Art Center in La Jolla, La Jolla, CA
- 1970: Sculpture, California Institute of Arts, Los Angeles, CA
- 1971: Heads, San Diego Fine Arts Gallery, San Diego, CA
- 1978: Recent Work, University of California, Santa Barbara, CA
- 1980: Recent Works, Southwestern College Art Gallery, Chula Vista, CA
- 1984: 439 Works 1958–1984, Santa Barbara Contemporary Art Forum, Santa Barbara, CA
- 1988: Sculpture, La Jolla Museum of Contemporary Art
- 1996: Jaws, Rita Dean Gallery, San Diego, CA
- 2000: Through Thick and Thin, R.B. Stevenson Gallery, San Diego, CA
- 2004: Richard Allen Morris Retrospective 1958–2004, Museum Haus Lange, Krefeld / Selections from the Studio, R.B. Stevenson Gallery, La Jolla, CA / Richard Allen Morris, Que Art Foundation, New York, NY /  Triple Play: Richard Allen Morris, James Hayward, Ed Moses, R.B. Stevenson Gallery, La Jolla, CA
- 2005: Through Thick and Thin – 1962–2005, Galerie Schmidt Maczollek, Köln
- 2005: Richard Allen Morris Retrospective 1958-2005, Museum of Contemporary Art, San Diego, CA
- 2006: Richard Allen Morris, Mandarin Gallery, Los Angeles
- 2007: Richard Allen Morris, Häusler Kulturmanagement, Zürich
- 2008: Paintings – Peinture, Galerie Les Filles du Calvaire, Paris